# Rachowy
Rachowy a. Kolonia Ziemowit – część Lędzin położona na wschodzie miasta.
Rachowy charakteryzują się peryferyjnym położeniem, w znacznym oddaleniu od pozostałych części miasta. Dzielnica położona jest w pobliżu kopalni Ziemowit.
W czasie II wojny światowej Niemcy na terenie tzw. Rachowego Bagna rozpoczęli budowę kopalni pod nazwą Günthergrube, którą uruchomiono ostatecznie po wojnie, w 1952 i nadano jej nazwę Ziemowit. W związku z budową kopalni, wiosną 1948 rozpoczęto budowę osiedla w Rachowach.